# Олаф Груда Развалин
Олаф Груда Развалин — полулегендарный шведский конунг конца IX или начала X века, завоевавший Южную Данию, свергший местного правителя Хельги и основавший Дом Олафа, правивший там некоторое время.
О нём известно из свидетельства Адама Бременского, ссылавшегося на датского короля Свена II Эстридсена. Олаф Груда Развалин был отцом Гнупы и Гирда, а также дедом Сигтрюгга Гнупассона, в честь которого его матерью Асфрид были воздвигнуты около Хедебю в Шлезвиге рунические камни DR2 и DR4.